# レオニード・ポレジャエフ
レオニード・コンスタンチノヴィチ・ポレジャエフ（ポレジャーエフ、ロシア語: Леонид Константинович Полежаев, ラテン文字転写: Leonid Konstantinovich Polezhayev, 1940年1月30日 - ）は、ソビエト連邦およびロシアの共産党官僚（アパラチキ）、企業家、政治家。1991年からオムスク州知事。統一ロシア所属。

## 人物・来歴
オムスクに生まれ、幼年時をオムスク州レーニンスク地区ポート・アーサーで過ごす。学校教育を終えた後、カザフ共和国パヴロフスクで働く。
1965年オムスク農業大学を卒業。1965年から1966年までパヴロダールで「ツエリンクライヴォドストロイ」企業合同（トラスト）に勤務し建設・取り付け管理主任。1966年から1972年までパヴロダール水資源地区管理局主任技師、農業局地域局次長を歴任する。1969年ソ連共産党に入党する。1972年トラスト「イルトゥイシュオフォーズトロイ」支配人。1973年トラスト「パヴロダールストロイ」支配人。1976年から1983年までカラガンダのイルトィシ運河建設現場責任者となり、1983年カラガンダ地区共産党執行委員会第一副議長。1986年ソ連共産党中央委員会付属社会科学アカデミーを修了する。1987年から1990年「オムスクヴォドストロイ」総裁、オムスク州計画・経済局長。1990年ロシア共和国人民代議員大会選挙では落選するが、同年行われたオムスク州議会議員選挙では当選を果たした。1990年3月31日、オムスク州議会執行委員会議長（首長に相当）に選出される。
1991年ソ連8月クーデターの失敗を受けて、ソ連共産党を離党し、11月11日エリツィン・ロシア大統領によって、オムスク州行政長官（知事に相当）に任命される。1993年11月、ロシア連邦議会が新設されると、上院連邦会議議員に指名される。上院では、連邦関係、連邦条約、地域政策を担当した。1994年から1996年まで地域間協会「シベリアの合意」の指導者となり、1993年には産業政策転換調整評議会議長。1995年12月17日オムスク州行政長官に70パーセントの支持を得て選出された。
1999年9月5日、オムスク州行政長官に再選。同時に上院議員にも再選され、社会政策委員会に所属した。2001年3月12日、下院国家会議幹部会議長。2003年9月7日、オムスク州行政長官に三選される。1995年からロシアとカザフスタン政府境界諮問会議共同議長を務めている。
私生活では、タチアナ・ペトローヴナ夫人との間に二男を儲けた。